# KABニューストレイン
『KABニューストレイン』（ケイエービー ニューストレイン）は、2005年10月3日から2012年3月30日まで6年半、熊本朝日放送（KAB）で平日に生放送されていたローカルワイドニュース番組である（『ANNスーパーJチャンネル』の熊本県ローカルパート）。番組タイトルロゴは「NEWS TRAIN」と表記されていた。

## 番組概要
- 2005年10月1日にKABの本社が熊本県熊本市花畑町から同市西区二本木へ移転したのを受け、平日夕方に放送してきたローカルニュース番組を一新。『KABニュースラウンド』からの改称で本番組が誕生した。

- 番組開始直前の18:18から18:28.30には九州・沖縄地区のブロックネット番組『スーパーJチャンネル九州・沖縄』が放送されており、本番組へはステーションブレイク無しで切り替わっていた。細谷英宣と徳永千帆子がキャスターを務めていた頃には、金曜放送分ではオープニングCGは流さずに特集映像を流し、それに対して2人が立った状態でコメントを入れるスタイルでのトークから始まっていた。

- 番組は平常時には19:00近くまで放送されていたが、全国高校野球選手権大会のシーズンには18:50から大会出場校や当日に行われた熊本県大会の試合結果を伝えるミニ番組『速報 めざせ!甲子園』を放送するため、毎日18:48に切り上げていた。

- 番組は地上デジタル放送完全移行日の翌日である2011年7月25日にスタジオセットを一新し、同時にオープニングCGおよびオープニングとCM前後のアイキャッチテーマ曲を変更した。さらにキャスターの衣装にはピンマイクが付き、ニュースを伝える際のスタイルも座って行うのではなく立って行うスタイルに変更された。

- 番組は2012年春の改編で終了し、替わって放送開始時刻を16:50に早めた新番組『ニュース&情報ライブ くまパワ』がスタートされた。

## 歴代出演者
| 期間       | 期間       | 男性メイン      | 男性メイン | 男性メイン | 女性メイン      | 女性メイン | 女性メイン | 天気       |
| 期間       | 期間       | 月曜日 - 水曜日 | 木曜日     | 金曜日     | 月曜日 - 水曜日 | 木曜日     | 金曜日     | 天気       |
| ---------- | ---------- | --------------- | ---------- | ---------- | --------------- | ---------- | ---------- | ---------- |
| 2005.10.3  | 2005.11.25 | 細谷英宣        | 細谷英宣   | 土屋孝博   | 舩津真弓        | 舩津真弓   | 徳永千帆子 | 矢佐間恵   |
| 2005.11.28 | 2007.3.30  | 細谷英宣        | 細谷英宣   | 土屋孝博   | 舩津真弓        | 舩津真弓   | 徳永千帆子 | 宮地麻理子 |
| 2007.4.2   | 2008.9.26  | 土屋孝博        | 土屋孝博   | 細谷英宣   | 舩津真弓        | 舩津真弓   | 徳永千帆子 | 宮地麻理子 |
| 2008.9.29  | 2009.3.27  | 土屋孝博        | 土屋孝博   | 細谷英宣   | 舩津真弓        | 舩津真弓   | 徳永千帆子 | 伊藤明日香 |
| 2009.3.30  | 2010.3.26  | 土屋孝博        | 谷口寿宣   | 谷口寿宣   | 舩津真弓        | 徳永千帆子 | 徳永千帆子 | 伊藤明日香 |
| 2010.3.29  | 2012.3.30  | 土屋孝博        | 谷口寿宣   | 谷口寿宣   | 徳永千帆子      | 舩津真弓   | 舩津真弓   | 伊藤明日香 |

## 放送時間
（以下、JST）
- 月曜 - 金曜 18:28.30 - 18:58.30 （2005年10月3日 - 2012年3月30日）
  - 基本は上記の時間だが、2008年4月から2009年3月までは火曜日に熊本市の広報番組『もっと2熊本市』が18:54からの放送となることに配慮し、18:53に終了していた。
  - KABが実施している環境キャンペーン「水と森を守るキャンペーン」の関連番組『水と森を守るためにぼくらが今できること』（月曜から金曜まで毎日、2週間放送）放送時や毎週木曜 19:54 - 20:00に放送されている熊本県の広報番組『@くまもと』が19時から特別番組で放送できない場合には放送時間を短縮し、18:53に終了していた。

## 番組構成・タイムテーブル

### 番組内コーナー
赤く燃えろ! ロアッソ熊本 J2 （月曜日）
ロアッソ熊本の試合結果や情報を伝えていたコーナー。また、KABの公式サイトに送られてきた視聴者からの応援メッセージを紹介したり、選手への質問や疑問にも答えたりしていた。コーナータイトルは、2007年3月までは「赤く燃えろ! ロッソ熊本」で、2007年4月 - 同年12月までは「赤く燃えろ! ロッソ熊本 Next」だった。コーナー担当者は、2007年3月までは矢佐間恵で、同年4月から2010年3月15日までは細谷英宣だった。
SPORTS TRAIN （月曜日）
熊本県内のスポーツの話題を伝えるコーナー。以前月曜日に放送していたロアッソコーナー「赤く燃えろ! ロアッソ熊本 J2」は本コーナーに引き継がれた。基本的に伊藤明日香がコーナーを担当していた。

## オープニングCG
- 初代 : 2005年10月3日 - 2006年10月31日
  - 映像使用曲は今津雅仁の「Fireball」。番組オープニングの他、CM前やCM明けのアイキャッチにもこの曲の一部分を使用していた。
- 2代目 : 2006年11月1日（デジタル試験放送開始日） - 2011年7月22日
  - 使用曲は初代と同じ。世界地図から熊本地方へズームアップするOPとなった。
- 3代目 : 2011年7月25日（地上デジタル放送完全移行翌日） - 2012年3月30日
  - スタジオリニューアルと同時にOP変更。夕暮れ時の列車からの車窓をイメージしたものになり、使用曲も変更された。長さは2代目までの約15秒から、約10秒に短縮。

## 備考
- 本番組は開始当初および「Super J」の冠が付いていた頃から『スーパーJチャンネル』とのオムニバス形式を行っており、KAB公式サイトやEPG番組表には『スーパーJチャンネル九州・沖縄』とともに表記されていなかった。
- 全国高校野球選手権大会中継で地元代表校が最終試合に登場した場合、試合展開によって番組がカットされることがある。2006年には8月16日が該当した。そのため、その日は18:28 - 18:30の3分間だけローカルニュースを放送しただけで、地元代表校の試合を19:00まで中継した影響で一切放送されなかった。
- プロ野球日本シリーズ中継で、テレビ朝日が試合の中継局になった場合、放送時間が変更される場合があった。2006年には10月24日、2008年には11月4日から6日までが該当した。そのため、通常よりも1時間早い17:37 - 18:00までの放送となった。
- 『世界競泳2007inジャパン』の放送により、2007年8月21日・23日・24日には通常よりも1時間早く17:34 - 17:54までの放送となった。その後、『スーパーJチャンネル』（全国パート）にステーションブレイク無しで切り替わっていた。
- 北京オリンピック中継放送のため、2008年8月11日（柔道決勝など）には通常よりも20分程度早く18:07 - 18:30までの放送となった。また、同年8月13日（サッカー男子予選）には番組そのものが休止になった。その代わりに、16:54 - 17:00まで『KABニュース』が放送された。